# Kim Jung-gi
Kim Jung-gi (김정기?; Goyang, 7 febbraio 1975 – Parigi, 3 ottobre 2022) è stato un illustratore e fumettista sudcoreano.
Era famoso per le sue enormi e altamente dettagliate illustrazioni, per lo stile artistico a inchiostro e pennello e per l'abilità nel disegnare a memoria. Kim poteva realizzare i suoi disegni direttamente tramite l'immaginazione senza l'uso di schizzi, riferimenti visivi o altri ausili preparatori e spesso usava forme di prospettiva esotiche (come la prospettiva curvilinea).

## Biografia
Kim Jung-gi nacque a Goyang (un sobborgo di Seul), nel 1975. A diciannove anni, ebbe un'educazione artistica presso l'Università Dong-Eui di Pusan e, in seguito, prestò servizio anche nell'esercito: in alcune interviste, affermò che, il periodo nell'esercito, gli permise di realizzare una forte memoria visiva di una vasta gamma di armi e veicoli dell'esercito (che, spesso, realizzò nelle sue illustrazioni).
Secondo la sua biografia ufficiale, il suo primo lavoro pubblicato fu Funny Funny, pubblicato su Weekly Young Jump; in seguito, iniziò ad insegnare arte nelle università e nelle scuole private. Successivamente, Kim lavorò per lo studio d'arte SuperAni e insegnò alla AniChanga Art School (che co-fondò assieme a Kim Hyun-jin); insegnò e fornì contenuti video anche per la Kazone Art Academy, una scuola d'arte secondaria privata situata a Los Angeles.
Kim collaborò spesso con altri scrittori e illustratori: la sua prima collaborazione fu con lo scrittore Seung-Jin Park (per il quale, illustrò Tiger the Long Tail), collaborò, più di una volta, anche con il fumettista belga Jean-David Morvan (nel 2014, gli fornì le illustrazioni per il fumetto SpyGames e, nel 2016, fece lo stesso per New York, 9/11). Oltre a queste collaborazioni, Kim fornì illustrazioni anche per molte altre compagnie, comprese le variante delle copertine di Civil War 2 e le illustrazioni per il decimo anniversario di League of Legends. Nel 2017, Kim pubblicò Katsuya Terada + Kim Jung Gi Illustrations Collection, una collaborazione tra lui e uno dei suoi artisti preferiti; affermò di aver anche lavorato a un progetto con Katsuhiro Otomo.
Il 3 ottobre 2022, all'aeroporto di Parigi Charles de Gaulle (di ritorno da un viaggio in Europa), Kim venne portato d'urgenza in ospedale, a causa di un forte dolore al petto; dopo un'operazione, morì per infarto.

## Tecniche

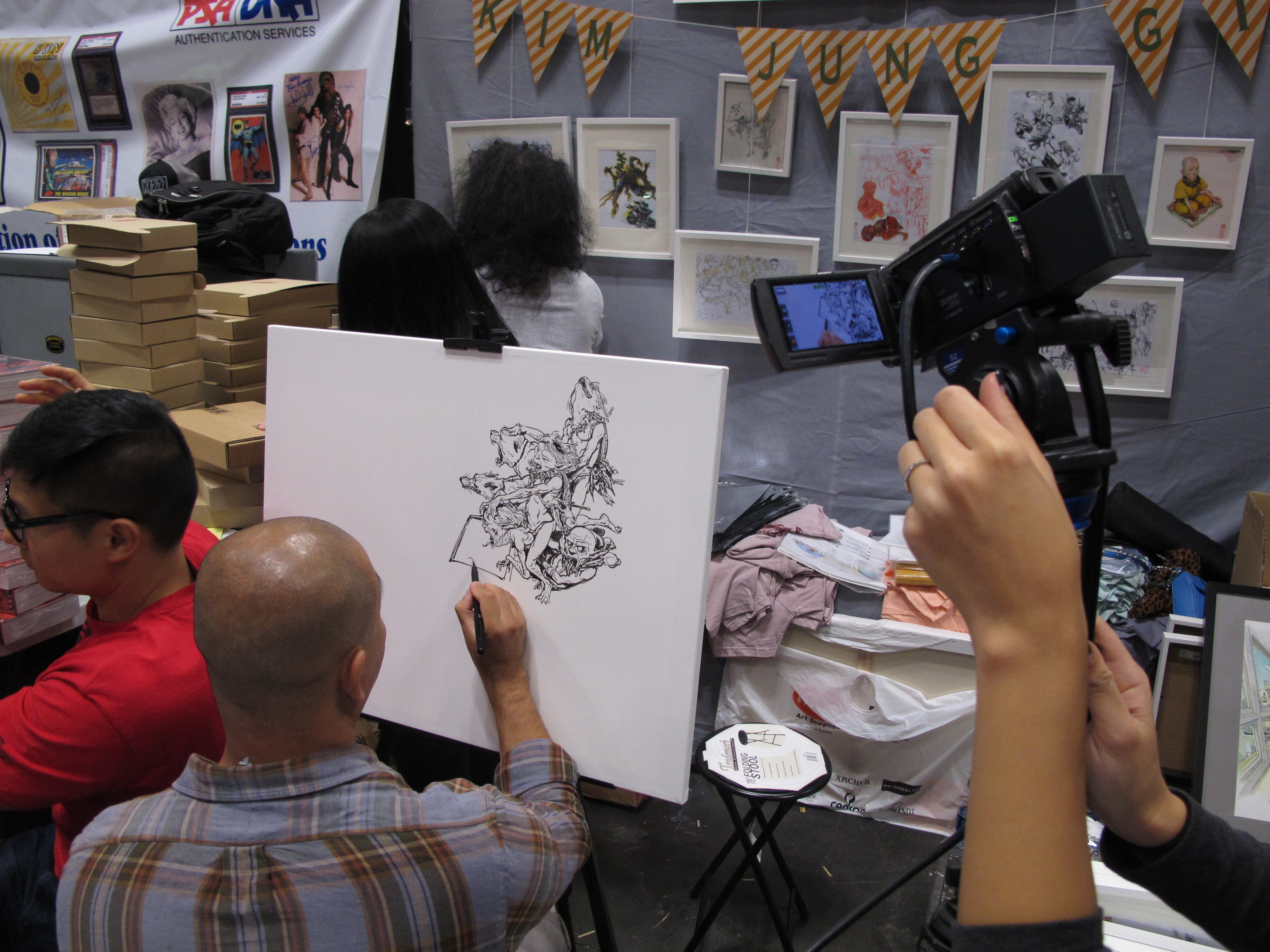
Kim durante la realizzazione di un disegno.

Kim disegnò in una varietà di formati ma era particolarmente noto per i suoi grandi disegni: disegnò queste immagini direttamente sulla carta senza l'uso di schizzi o altre preparazioni, improvvisandole mentre lavorava; dal 2014, espose pubblicamente il processo in occasione di eventi speciali, dove avrebbe disegnato su una grande tela bianca. Nel 2020, tentò di detenere il Guinness dei primati per il "disegno più lungo di un individuo"
.
Kim disegnava principalmente con l'inchiostro e usava una varietà di penne e pennelli di diversi produttori.

### Pubblicazioni con illustrazioni di Kim
- Paradise, 2010 di Bernard Werber (edizione coreana)
- Third Humanity, 2013 di Bernard Werber (edizione coreana)
- Kiliwatch, 2016 di Éric Hérenguel, pubblicato da Caurette (copertina)
- Civil War II, 2016, pubblicato da Marvel Comics (varianti delle copertine)
- #hardcover2, 2021, pubblicato da Caurette
- Fire Power, 2022, di Kirkman and Samnee, pubblicato da Image Comics (copertina per sei numeri)
- #hardcover3, 2022, pubblicato da Caurette

### Videografia
- (EN) Stan Prokopenko, Kim Jung Gi – How to Become a Master, su Proko, 10 dicembre 2018.Serie di lezioni sui metodi per disegnare a modo tuo.